# Я здесь (фильм, 2016)
Я здесь (в оригинале Es esmu šeit) — латвийская кино драма 2016 года. Режиссёр Ренарс Вимба. 19 февраля 2016 года на Берлинском международном кинофестивале картину наградили «Хрустальным медведем» (главный приз в конкурсной программе «Поколение») за лучший художественный фильм категории категория «14plus». Музыку для фильма написал Эрикс Эшенвалдс, озвучил её в студии Латвийского радио Государственный академический хор «Латвия».
Сюжет фильма повествует о семнадцатилетней девушке Рае и её брате Робисе, которые вынуждены жить с бабушкой Ольгой. Отец Рае умер, а мать уехала в Лондон. Действие фильма происходит в Латгалии.